# Everard Digby
Everard Digby (* ca. 1550/1; † ca. 1605) war ein englischer Theologe, Physiker und der Autor des ersten wissenschaftlichen Werkes zum Schwimmen.
Er wurde 1567 als Student am St John’s College, Universität Cambridge, angenommen, wurde dort 1570 als Wissenschaftler akzeptiert, legte 1571 seinen B.A. und 1574 seinen M.A. und 1581 den B.D. ab, wodurch er als Philosoph und als Theologe seine Studien abgeschlossen hatte. Ab 1572 war er am College zunächst als Fellow, ab 1584 als Principal Lecturer angestellt. 1587 wurde er entlassen, da er sich durch seine Propagierung der völligen Armut nicht in das Collegeleben einfügte und sich gegenüber Studenten sehr negativ über Kollegen äußerte. Ihm wurde im protestantischen England auch Katholizismus vorgeworfen. Da er in Rutland ein Einkommen als Gemeindepfarrer hatte und bald noch zwei weitere Gemeinden übernahm, hatte er selbst ein entsprechendes Einkommen bis ans Lebensende.

## Wissenschaftliche Bedeutung

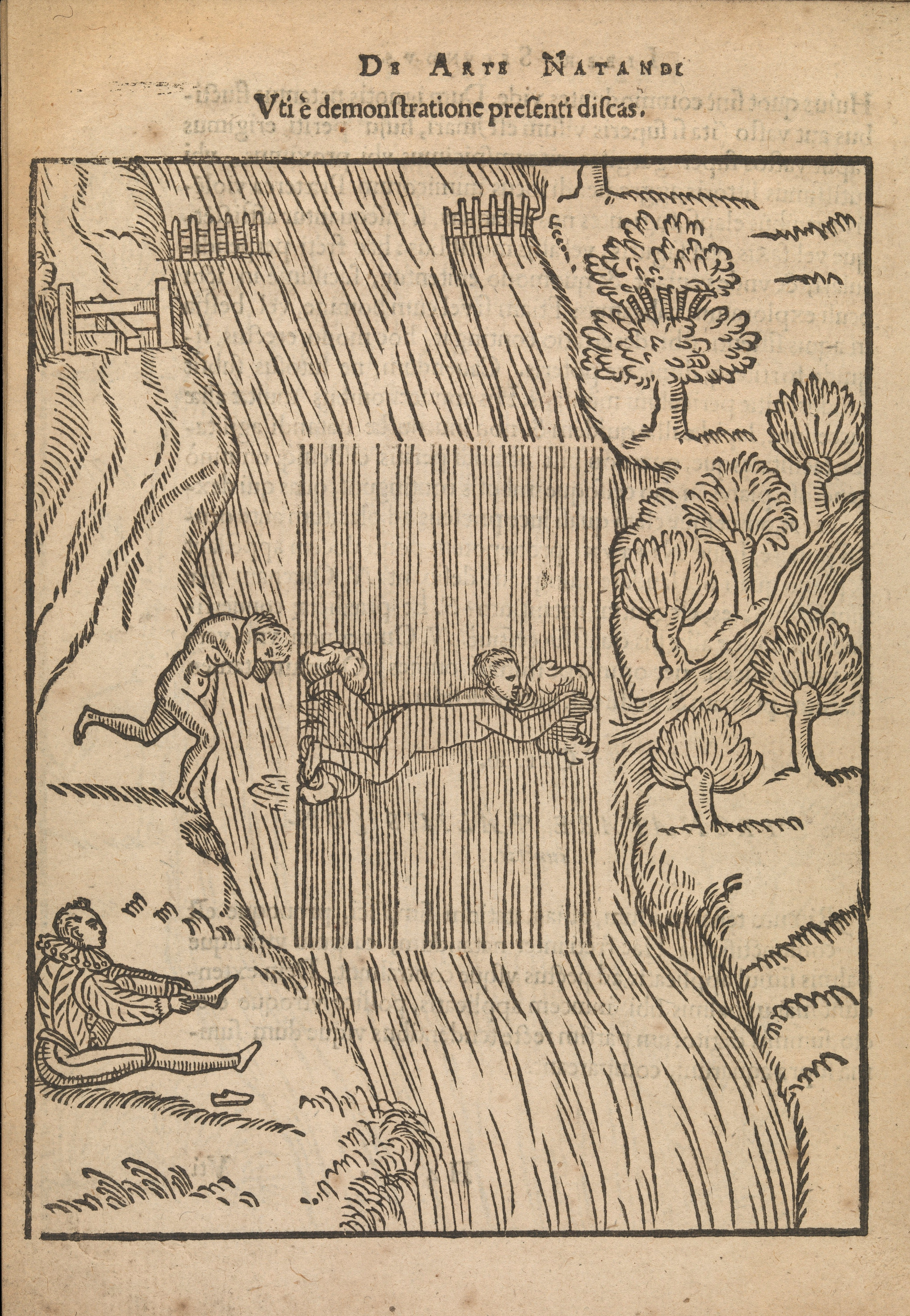
Illustration aus De arte natandi

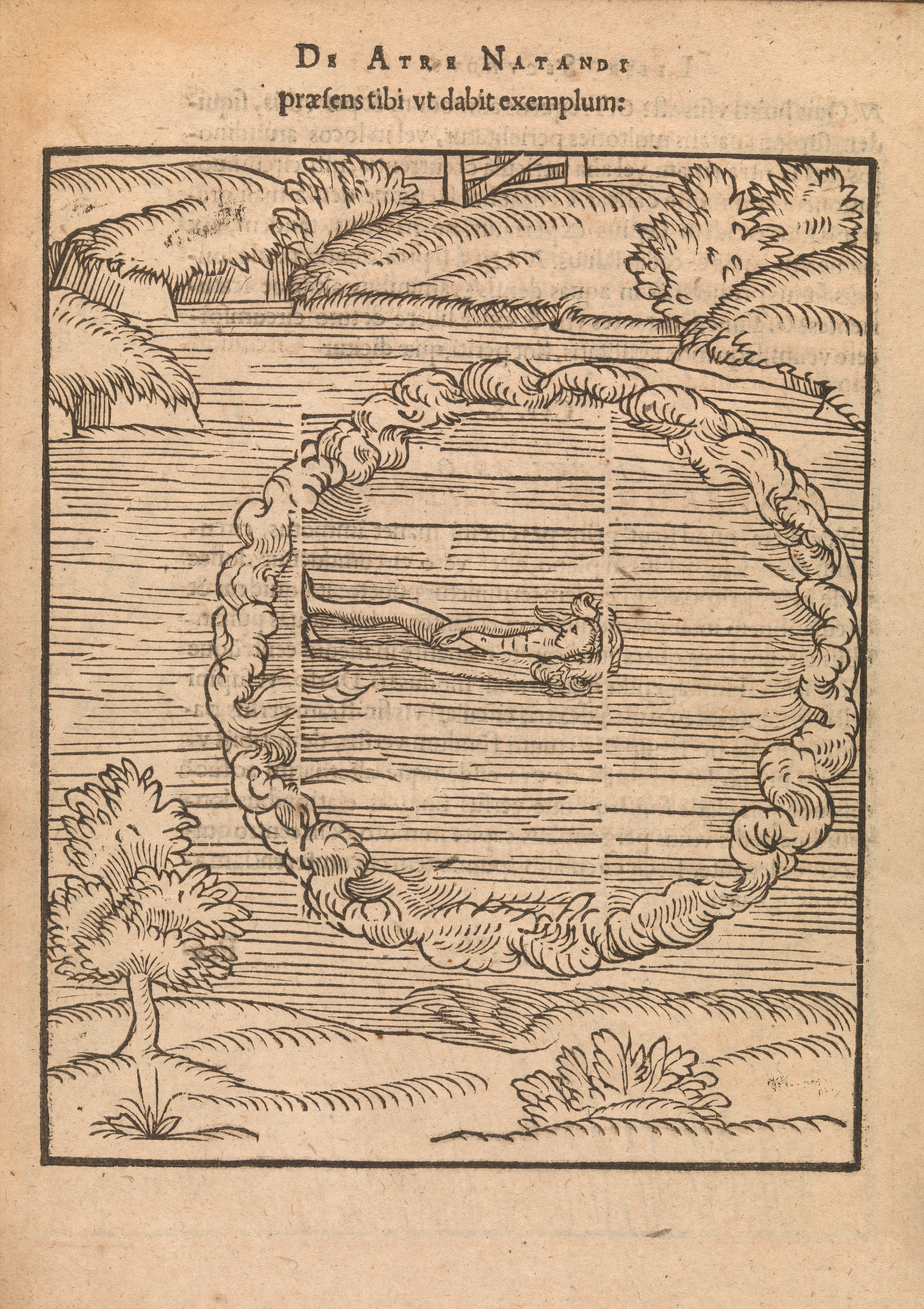
Illustration aus De arte natandi

Am bekanntesten wurde er durch sein Schwimmbuch De arte natandi von 1587, das eine Biomechanik des Schwimmens darstellt, die für über dreihundert Jahre unübertroffen war. So behandelt er z. B. bereits das spezifische Gewicht des Menschen und Fragen des Auftriebes. Es wurde zunächst ins Englische, später in alle Hauptsprachen Europas übersetzt. Die Truppen Napoleons lernten nach diesem Buch und waren hierdurch anderen weit überlegen. Das Schwimmbuch steht in der Tradition anderer praktischen Sportanleitungen der Zeit. Roger Ascham, ein Kollege von Digby in St. John’s, war der Autor des berühmtesten Buches zum Bogenschießen: Toxophilus.
Digby setzte sich kritisch mit Petrus Ramus auseinander. Wegen dieser Kritik wurde Digby Katholizismus vorgeworfen. In seiner Theoria Analytica zeigt sich Digby als Schüler Aristoteles’. Er versucht hierin die menschlichen Wahrnehmungsformen zu systematisieren. Er ist auch der Autor von Everard Digbie, his Dissuasive from taking away the Lyvings and Goods of the Church, with Celsus of Verona, his Dissuasive, translated into English, London, 1589, was ihm ebenfalls den Vorwurf des Papismus einbrachte.
Einer der Gründe, die für seinen Ausschluss aus dem College vorgebracht wurden, waren die der Ruhestörung. Er blies mittags sein Horn im Kreuzgang des Colleges. Es kann aber nicht ausgeschlossen werden, dass er hier im Zuge der Wahrnehmungsforschung Schallexperimente mit dem Echo anstellte.